# Горонгоса (національний парк)
Національний парк Ґоронґоса знаходиться на південному краю Великої африканської рифтової долини в Мозамбіку. Парк займає приблизно 4,000 км² родючої долини, що розкинулася у підніжжя гори Ґоронґоса (1,863 м).
Сезонне затоплення та заболочування долини, яка складається з мозаїки типів ґрунтів, створює велику різноманітність різних біотопів. Луки всіяні ділянками дерев акації, саванами, сухими лісами на пісках і сезонними лісами. На плато є ліси міомбо та гірські ліси, а також дощовий ліс.
Ця комбінація унікальних особливостей свого часу підтримувала одні з  найчисельніших популяцій великих ссавців в усій Африці і понад 500 видів птахів. Але під час громадянської війни в Мозамбіку (1977-1992), чисельність великих ссавців скоротилася на 95%, а екосистеми сильно постраждали через браконьєрство та бойові дії.
Фонд Карр/Проект відновлення Ґоронґоси, некомерційна організація з США, об’єдналася з урядом Мозамбіку, щоб захистити та відновити екосистему Національного парку Ґоронґоса та розвинути індустрію екотуризму на користь місцевих громад.

## Історія

### Мисливський заповідник: 1920–1959
Перший офіційний акт щодо захисту регіону Ґоронґоса, був прийнятий у 1920 році, коли було засновано мисливський заповідник площею 1000 км².
У 1935 році заповідник було розширено до 3,200 км², щоб захистити середовище проживання антилопи ньяли та чорного носорога, обох високо цінованих мисливських трофеїв. До 1940 року заповідник став настільки популярним, що на заплаві річки Мусікадзі була побудована нова штаб-квартира та туристичний табір. Через два роки його покинули через сильну повінь у сезон дощів. Тоді леви зайняли покинуту будівлю, і вона стала популярною туристичною визначною пам’яткою, відомою як Casa dos Leões (Будинок лева).

### Національний парк: 1960–1980

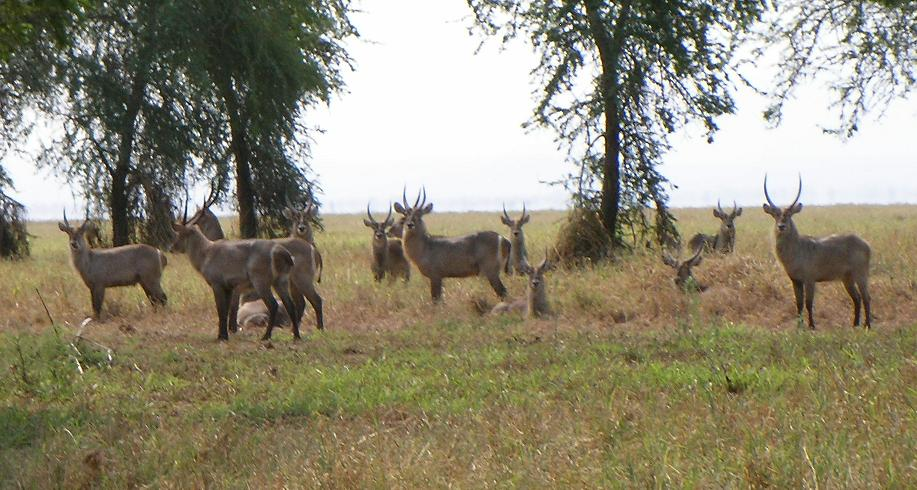
Коб звичайний

В парку було прокладено багато стежок і доріг. Між 1963 і 1965 роками табір Чітенго було розширено і він міг приймати до 100 гостей.
Наприкінці 1960-х років відбулися перші комплексні наукові дослідження парку під керівництвом директора Ґоронґоси Армандо Росіньї та австралійського еколога Кеннета Тінлі. Під час першого в історії повітряного дослідження Тінлі та його команда нарахували близько 200 левів, 2200 слонів, 14000 буйволів, 5500 антилоп гну, 3000 зебр, 3500 кобів, 2000 імпал, 3500 бегемотів, стада канн, чорного шаблерога та кангоні чисельністю понад 500.
Тінлі також виявив, що багато людей і більшість диких тварин, що живуть у парку та навколо нього, залежать від однієї річки Вундудзі, яка бере початок на схилах гори Ґоронґоса. Оскільки гора була поза межами парку, Тінлі запропонував розширити його, щоб включити її як ключовий елемент у «Велику екосистему Ґоронґоса» площею близько 8200 км². Він та інші вчені та природоохоронці були розчаровані в 1966 році, коли уряд зменшив площу парку до 3770 км².

### Громадянська війна: 1981–1994

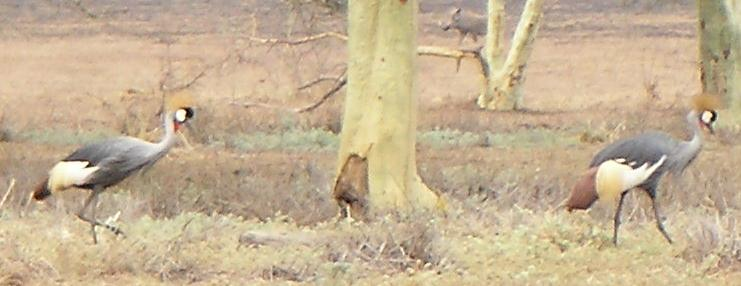
Сірі вінценосні журавлі

У 1977 році Народна Республіка Мозамбік під керівництвом Самори Машел проголосила себе марксистсько-ленінською державою. Повстанська армія протистояла новому уряду. Відчуваючи загрозу з боку нового однопартійного уряду FRELIMO в Мозамбіку, сусідні Родезія та Південна Африка почали озброювати та постачати зброю повстанцям. Громадянська війна в Мозамбіку тривала з 1977 по 1992 рік.
У 1983 році парк був закритий і покинутий. Протягом наступних дев'яти років  Ґоронґоса була ареною частих битв між протиборчими силами. Запеклі бої та авіабомбардування руйнували будівлі та дороги. Великі ссавці парку зазнали винищення. Обидві сторони конфлікту вбили сотні слонів заради їхньої слонової кістки, продаючи її, щоб купити зброю та припаси. Половина слонів  Ґоронґоси еволюціонувала та втратила свої бивні. Голодні солдати розстріляли тисячі зебр, антилоп гну, буйволів та інших копитних. Леви пережили війну, але леопард, африканська дика собака та плямиста гієна — вимерли на території парку. 
Угода про припинення вогню поклала край громадянській війні в 1992 році, але масове полювання в парку тривало ще принаймні два роки. До того часу популяція багатьох великих ссавців, зокрема слонів, бегемотів, буйволів, зебр і левів, скоротилася більш ніж на 95 відсотків. Аерофотозйомка, проведена в 1994 році на площі 68 км² парку, нарахувала лише 5 слонів, 6 кобів, 3 зебри, 12 редунк і 1 орібі; буйволи і чорні шаблерогі антилопи не були виявлені під час аерофотозйомок до 2001 року, гну до 2007 року, канна до 2010 року.

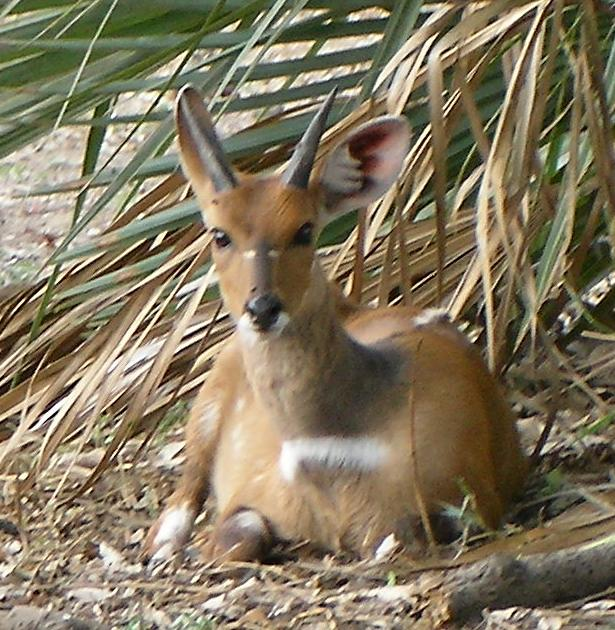
Молодий самець бушбака

### Повоєнний період: 1995–2003
Попередні спроби відновити інфраструктуру Національного парку Ґоронґоса та відновити його дику природу почалися в 1994 році, коли Африканський банк розвитку (АБР) розпочав роботу над планом відновлення за підтримки Європейського Союзу та Міжнародного союзу охорони природи (МСОП). Було прийнято на роботу 50 нових співробітників, більшість з яких колишні солдати.

### Відновлення
У 2004 році уряд Мозамбіку та американський Фонд Карра погодилися працювати разом, щоб відновити інфраструктуру парку, відновити популяцію дикої природи та стимулювати місцевий економічний розвиток, відкриваючи важливу нову главу в історії парку.
У березні 2018 року леопард був знятий на камеру в парку вперше за 14 років. З 2020 року почалась реінтродукція додаткових леопардів до парку, щоб збагатити генофонд місцевої популяції.   У липні 2018 року та листопаді 2019 року дві зграї африканських диких собак із Південної Африки також були повторно завезені.   Реінтродукція плямистих гієн почалася в липні 2022 року.

### Гора Ґоронґоса
У липні 2010 року уряд Мозамбіку та проект відновлення  Ґоронґоси (очолюваний американським Фондом Карра) оголосили, що гора Ґоронґоса буде додана до парку, що збільшить його загальний розмір до 4,067 км². Ця заява сприяла конфлікту між мешканцями гори та представниками парку.

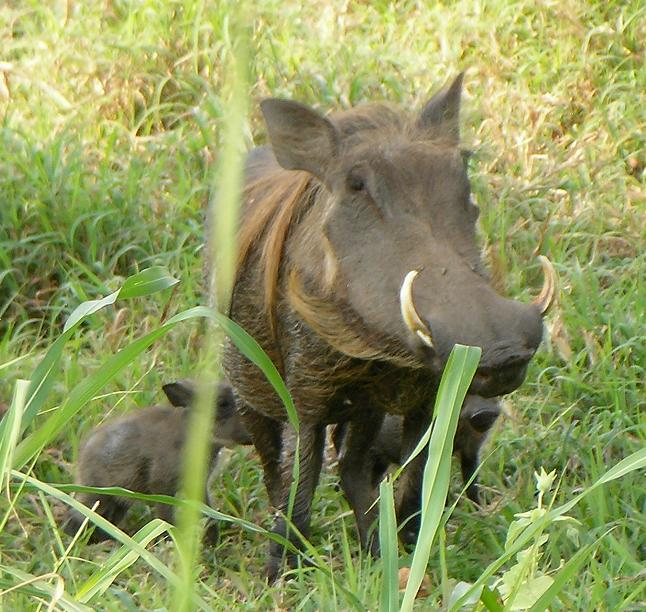
Бородавочники